# 科莱隆戈
科莱隆戈是意大利阿布鲁佐大区拉奎拉省的一个镇。1956年的地震使科莱隆戈严重受损，位于Mount Mal Passo山坡上。